# کریستیانا کوجوکارو
کریستیانا کوجوکارو (انگلیسی: Cristieana Cojocaru؛ زادهٔ ۲ january ۱۹۶۲ (۶۳ سال)) ورزشکار دو و میدانی اهل رومانی است.